# Johannes Schiess (Politiker, 1562)

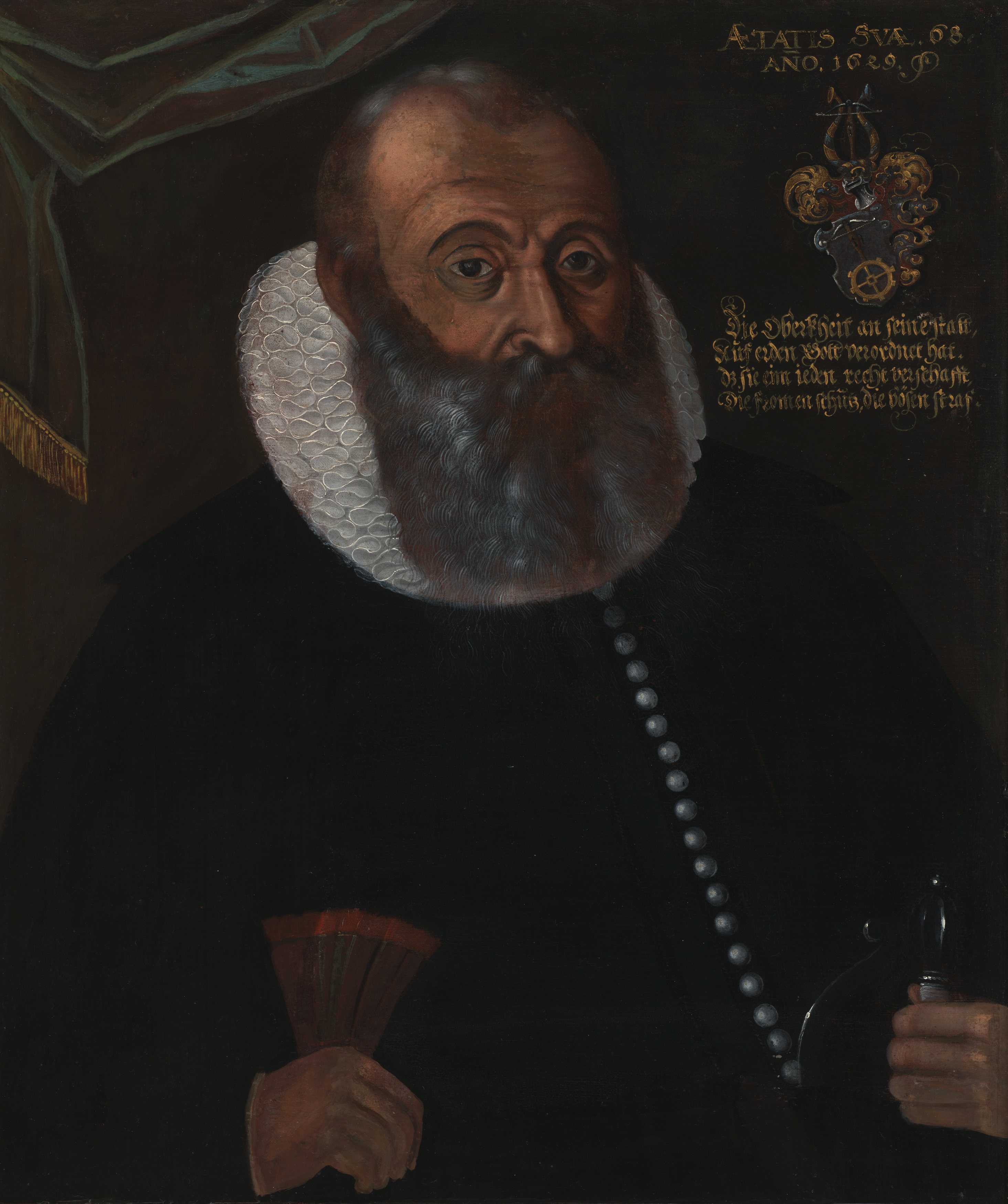
Johannes Schiess, 3. Landammann von Appenzell Ausserrhoden 1611–1630.

Johannes Schiess (* um 1562 in Herisau; † um 1630 in Herisau; heimatberechtigt in Herisau) war ein Schweizer Gemeindepräsident, Landesseckelmeister, Landammann, Tagsatzungsgesandter aus dem Kanton Appenzell Ausserrhoden.

## Leben
Johannes Schiess war ein Sohn von Jung Hans Müller, genannt Scheuss, Wirt, Gemeindehauptmann und Kleinrat. Früh verwaist, fand Schiess vorerst seinen Lebensunterhalt als Schafhirte und Knecht in der gemeinen Herrschaft Thurgau. Danach zog er in Herisau einen Aschen- und Weinhandel mit dem Thurgau auf. Dieser trug ihm Wohlstand und Ansehen ein. 1626 erhielt er die Konzession zum Wirten. 1588 und 1591 sass Schiess im Grossrat. In den Jahren 1590, 1592 und 1595 war er im Kleinen Rat des Landes Appenzell. Von 1593 bis 1596 amtierte er als Gemeindehauptmann von Herisau. 1597 vertrat er die äusseren Rhoden in der Landteilungsfrage an der eidgenössischen Tagsatzung und 1598 im Kollaturstreit mit dem Fürstabt von St. Gallen. Für das neue Land Appenzell Ausserrhoden war Schiess von 1596 bis 1628 33-mal Tagsatzungsgesandter. Ab 1597 bis 1611 versah er das Amt als Landesseckelmeister. Von 1611 bis 1630 war er Landammann. Er vermittelte 1612 zwischen den Höfen im Rheintal und dem Fürstabt von St. Gallen. 1623 amtierte er als eidgenössischer Vermittler beim Glarner Religionsstreit. In Ausserrhoden bewirkte er eine verbesserte Ordnung der Regierungsgeschäfte. 1618 führte er den Kirchengesang ein. Er setzte 1622 eine zweckmässige Gerichtsorganisation fest. In den Jahren 1622 bis 23 trug er mit Johann Dietrich Stauffacher von Schwyz wegen Geldforderungen einen kostspieligen Rechtshandel aus. Während des Pestzugs von 1610 bis 1611 zog Schiess mit seinem Fuhrwerk von Haus zu Haus. Er versorgte die Erkrankten mit Lebensmitteln sowie Arznei und sammelte die Toten ein. Zum Dank für diesen Einsatz wurde er zum Landammann gewählt. Das stattliche Wohn- und Geschäftshaus mit fünf Gewölbekellern und einer Schmiede verweist auf seine herausragende soziale Stellung. Er liess es 1628 im Herisauer Ortsteil Sangen erbauen und schmückte es mit acht gestifteten, kostbaren Wappenscheiben aus. Später wurde dieses Gebäude das erste Herisauer Waisenhaus.